# Вертумн и Помона
«Вертумн и Помона» — картина, атрибутируемая итальянскому художнику Франческо Мельци, датируемая примерно 1518—1522 годами. На ней изображен римский бог времён года Вертумн в образе старухи, пытающийся посвататься к богине Помоне. Картина находится в собрании Берлинской картинной галереи.

## Анализ
Картина «Вертумн и Помона» написана в стиле, характерном для леонардесков, с использованием характерного для Леонардо да Винчи женского типа лица с опущенными глазами и натянутой улыбкой, техники сфумато Леонардо, а также отражает наблюдения Леонардо в области ботаники. Картина также опирается на известные композиции Леонардо до 1513 года: например, картина Мельци имеет ту же цветовую гамму, что и на картине «Святая Анна с Мадонной и младенцем Христом» Леонардо в Лувре. Высокие горы на заднем плане, особенно арочный мост слева, срисованы с фона «Моны Лизы». Кроме того, поза Помоны напоминает позу Девы Марии на подготовительном рисунке Леонардо из Лондонской национальной галереи.
Большая часть интерпретации картины опирается на символику окружающих фигуры растений, которая была понятна зрителям XVI и XVII веков. Главными из них являются вяз и виноград в центре композиции. На картине изображена сцена из XIV книги «Метаморфоз» Овидия, в которой Вертумн пытается добиться любви Помоны, используя притчу о вязе и виноградной лозе. Обрезанные вязы часто использовались в качестве опоры для виноградных лоз, поэтому латинские авторы часто воспринимали эти два растения вместе как символ брака. На переднем плане растёт водосбор, символ плодородия, который также занимает видное место во «Флоре» Мельци.

## Атрибуция
В то время когда картина «Вертумн и Помона» находилась в коллекции Фридриха Великого, её принимали за работу Леонардо. Однако она давно, хотя и спорно, атрибутирована Франческо Мельци. Первым, кто приписал картину Мельци, был историк искусства Пьер-Жан Мариетт (1694—1774). Ранняя, но неопределённая атрибуция Мельци исходила от историка искусства Джованни Морелли в 1877 году. В 1905 году Вильгельм фон Боде подтвердил, что Мельци является автором этой картины, а также «Флоры» из Эрмитажа. Обсуждая атрибуцию Морелли, Марион Уилкокс в 1919 году утверждала, что Мельци является единственным возможным автором, поскольку единственной альтернативой был бы Джампьетрино. По мнению Уилкокс, работы Джампьетрино никогда не достигали того «высокого качества», которое наблюдается в «Вертумне и Помоне». В 1929 году Вильгельм Судиа также указал на авторство Мельци, основываясь на стилистическом сходстве с работами Леонардо.
Были и противники атрибуции Мельци. Георг Хирт и Ричард Мутер в 1889 году утверждали, что картина не могла быть написана Мельци, поскольку в XVI веке было мало свидетельств того, что Мельци был чем-то большим, чем «дилетантом в живописи». Родман Генри в 1959 году признал, что эта картина и «Флора» в Эрмитаже имеют схожий стиль, но согласился, что имеется слишком мало свидетельств того, что Мельци был практикующим художником, написав: «Нет ни одного доказательства, которое бы указывало на то, что Мельци оставил после себя хоть одну картину». Он отметил, что, хотя Мельци был с Леонардо до самой смерти мастера в 1519 году в замке Клу во Франции, последний никогда не писал о Мельци как о художнике.
Остатки подписи Мельци были обнаружены в 1995 году, они сохранились в виде греческих букв S и H на скале, у подножия которой стоит Вертумн. Это соответствует ранним описаниям, согласно которым подпись сохранялась на картине по крайней мере до XVIII века. Вероятно, подпись была удалена, чтобы картина могла быть продана как работа Леонардо.

## Провенанс
Известная история владения картиной:
- XVIII век, коллекция герцога Сен-Симона, Париж
- 1771, коллекция Фридриха Великого, Сансуси (№ 44 галереи, после списка М. Австрии), как работа Леонардо да Винчи
- 1820, приобретена у фон Хурта Берлинской картинной галереей (№ 222) как работа Салаи